# Monte Molinatico
Il Monte Molinatico è un rilievo dell'Appennino Ligure alto 1 549 metri sul livello del mare, situato ad ovest del passo della Cisa che ospita le sorgenti del torrente Magriola.

## Descrizione
Si trova tra i comuni di Borgo Val di Taro, Berceto e Pontremoli, sulle sue pendici si trova il paese di Succisa. La sua prominenza topografica è di 509 metri.